# 罗尔泰
罗尔泰（法語：Rorthais，法語發音：[ʁɔʁtɛ]）是法国德塞夫勒省的一个旧市镇，属于布雷叙尔区。1973年1月1日，罗尔泰与邻近的6个市镇并入市镇莫莱翁。

## 地理
罗尔泰（46°54'58"N, 0°42'30"W）位于法国新阿基坦大区德塞夫勒省，该省份为法国西部内陆省份，北起曼恩-卢瓦尔省，西接旺代省，南至夏朗德省和滨海夏朗德省，东临维埃纳省。
罗尔泰的时区为UTC+01:00、UTC+02:00（夏令时）。

## 行政
罗尔泰的邮政编码为79700，INSEE市镇编码为79233。

## 人口
罗尔泰于2018年1月1日时的人口数量为765人。